# Ramón de la Sota
Ramón de la Sota Llano (Castro Urdiales, Cantàbria, 20 de gener de 1857 – Getxo, Biscaia, 17 d'agost de 1936) fou un empresari navilier, polític del Partit Nacionalista Basc (PNB) i una de les majors fortunes de l'època a Espanya.

## Biografia
Fill d'Alejandro de la Sota i Alejandra de Llano, naturals de Portugalete i Castro Urdiales, va viure els seus primers anys en la casa familiar situada a San Julián de Muskiz (Biscaia) i en 1868, abans d'esclatar la Segona Guerra Carlina, es trasllada a Bilbao per a estudiar a l'"Instituto Vizcaíno" i posteriorment a Madrid on finalitza la carrera de Dret a la "Universitat Central de Madrid", tornant a Bilbao per a iniciar la seva activitat professional i es casa amb Catalina de Aburto, filla d'uns comerciants d'aquesta ciutat.

### Activitat empresarial
L'inici de la seva fortuna comença en l'any 1881 quan forma una societat amb el seu cosí Eduardo Aznar de la Sota. Aquesta societat inicialment es dedicà a la mineria i a l'exportació de ferro. Aquest comerç va aflorar amb el Concert econòmic de 1878 i la supressió foral, que impedia fins a aquest moment l'exportació de ferro, motiu pel qual, segons diversos autors, el sector empresarial va aprovar aquesta modificació legislativa. No era el cas de De la Sota que va criticar durament l'abolició foral i es va enfrontar per això a l'empresariat local. El 1886 va ser un dels impulsors de la Cambra de comerç biscaïna.
Entre 1886 i 1900 la societat crea les companyies mineres de Setares (Cantàbria), Serra Alhamilla (província d'Almeria) i Menera (província de Terol) convertint-se en una referència d'aquest sector. En 1900, també al costat del seu cosí, va fundar la Companyia "Euskalduna" per a la construcció de bucs amb un capital de vuit milions de pessetes i en 1901 la Companyia d'Assegurances "La Polar" amb sucursals a París, Londres, Nova York i Rotterdam. En 1902 realitzen construccions ferroviàries en Port de Sagunt (País Valencià). Amplien el seu negoci al transport marítim fundant en 1906 la gran empresa naviliera "Sota i Aznar" després de la fusió de les vint-i-cinc companyies (d'un vaixell només cadascuna) amb què comptaven ambdós socis. Entre els anys 1914 i 1918, en plena Primera Guerra Mundial, ressorgeix econòmicament, a pesar de sofrir els atacs dels submarins alemanys va perdre per efecte dels torpedes dels submarins alemanys uns vint carguers (un total de 50.000 tones de registre brut), per la seva arriscada aposta de col·laboració amb el govern anglès, al que va arrendar part de la flota. Per això el Govern britànic li va concedir el 9 de març de 1921, el títol de "Sir Knight Commander of the Order of the British Empire" per ser "bon amic d'Anglaterra i els seus nacionals". El cònsol britànic en Bilbao, Madden, va destacar en la cerimònia en la qual li va ser imposada l'ordre, el 29 d'abril d'aquest mateix any, que "els bucs del senyor Sota, amb les seves valentes tripulacions, es feien a la mar carregats amb minerals per a Anglaterra, desafiant la campanya submarina".
També va participar en els bancs de Bilbao i de Biscaia (BBV) i en els sectors ferroviari i elèctric. Entre les claus fonamentals de la seva fortuna, una de les majors d'Europa, s'assenyalen: 
- La direcció vertical i centralitzada de tot el procés productiu (Extracció, construcció naval, transport, comercialització, assegurament, finançament...) tal com avui es configuren les principals multinacionals.
- L'adreça personal col·legiada dels fundadors en la qual poques vegades van comptar amb socis minoritaris per a la realització de les seves activitats.
- La reinversió dels seus actius en una expansió constant.
- L'aposta per situacions de risc encara que en algun cas va resultar fallida (com en la "Companyia Siderúrgica del Mediterrani").
- La internacionalització que li va permetre eludir el proteccionisme imposat a partir de 1891.

### Activitat política
Oposat com s'ha citat a l'abolició foral, forma part de la societat foralista «Euskalerria», sent coneguts els seus membres com els "euskalerriakos", i és Diputat Provincial entre 1888 i 1892. A la mort de Fidel Sagarminaga y de Epalza, presideix la societat i, havent iniciat ja Sabino Arana la seva activitat política, aquest critica durament a aquesta societat per no ser suficientment nacionalistes, acusant-los de connivència amb els abolicionista del Fur i anomenant-los "fenicis" per anteposar el seu patrimoni a la causa nacionalista. Posteriorment ambdues postures acosten les seves posicions i en 1898, les dues tendències es reuniren i en 1899 s'inauguren conjuntament el "Centre Basc". Un dels motius d'aquesta unió va ser el desastre colonial espanyol de 1898 que va posar en evidència a la tradicional oligarquia que, aliada amb el regimen de la Restauració, s'aprofitava del proteccionisme. Sota aporta solidesa econòmica al PNB i així participa econòmicament a "El Correo Vasco"amb el 20,4% del capital, formant la seva executiva juntament amb Sabino Arana.
El 1918 va ser triat Diputat foral pel districte de Balmaseda apartant del càrrec al polític liberal Gregorio de Balparda, abonándo del seu compte les despeses electorals de la campanya, aconseguint l'hegemonia política a Biscaia tant en les eleccions municipals de 1917, com an les generals de 1918, fins a l'arribada de la dictadura de Primo de Rivera, que va impedir la participació política del PNB. Sota es basa en el catalanisme de Francesc Cambó para crear un partit democràtic, modern, moderat, pragmàtic, laic i autonomista el que va originar no poques ficcions internes amb els sectors que reivindicaven el purisme aranista, donant lloc a una escissió que posteriorment es va reconduir. A causa d'aquest pragmatisme descentralitzador, va impulsar la creació d'un "Estatut Basc" que finalment seria concedit, ja iniciada la Guerra Civil espanyola.

## La polèmica després de la seva defunció
El col·lapse del front Nord es veu pròxim i és obligat a exiliar-se per córrer greu perill ell i la seva família. Morí a Getxo el 17 d'agost de 1936 poc després de l'inici de la Guerra Civil espanyola.
Tres anys després de la seva mort, el franquista Tribunal de Responsabilitats Polítiques li va condemnar al pagament d'una multa de cent milions de pessetes per "conspiració per a la rebel·lió militar", per la qual raó els seus béns van ser embargats, entre altres els 40 vaixells de les seves companyies que es van utilitzar per a evacuar Bilbao. Els beneficiaris d'aquesta operació política van ser els hereus del seu antic soci i cosí, que van adquirir aquestes propietats. Les bones relacions entre els Aznar i els Sota havien desaparegut arran de la crisi industrial dels anys 30 i les diferències ideològiques entre ambdues famílies.
Els seus hereus van ser parcialment indemnitzats molt temps després i retornades algunes de les seves propietats malgrat haver hagut d'abonar grans sumes en concepte de "multa derivada de responsabilitats politicas". Una de les seves propietats és avui la seu del Athletic Club de Bilbao.

## Els seus descendents
La família Sota va mantenir una gran importància en la societat basca, el seu fill, Ramón de la Sota y Aburto té dedicada una sala del Palau Foral de Biscaia. El seu nebot Rafael Aburto va ser un arquitecte monumentalista I els seus nets: 
- Patrick de la Sota Mac Mahon, president de la Cambra de comerç de Bilbao, President de la Fundació Museu Marítim Ria de Bilbao.
- Ramón de la Sota Mac Mahon, responsable dels "Serveis Bascos" de l'exili basc a Argentina[14]
- Manuel Belakorta i Ramón Belakorta, delegats del Govern d'Euzkadi a Nova York.